# Maria Gażycz

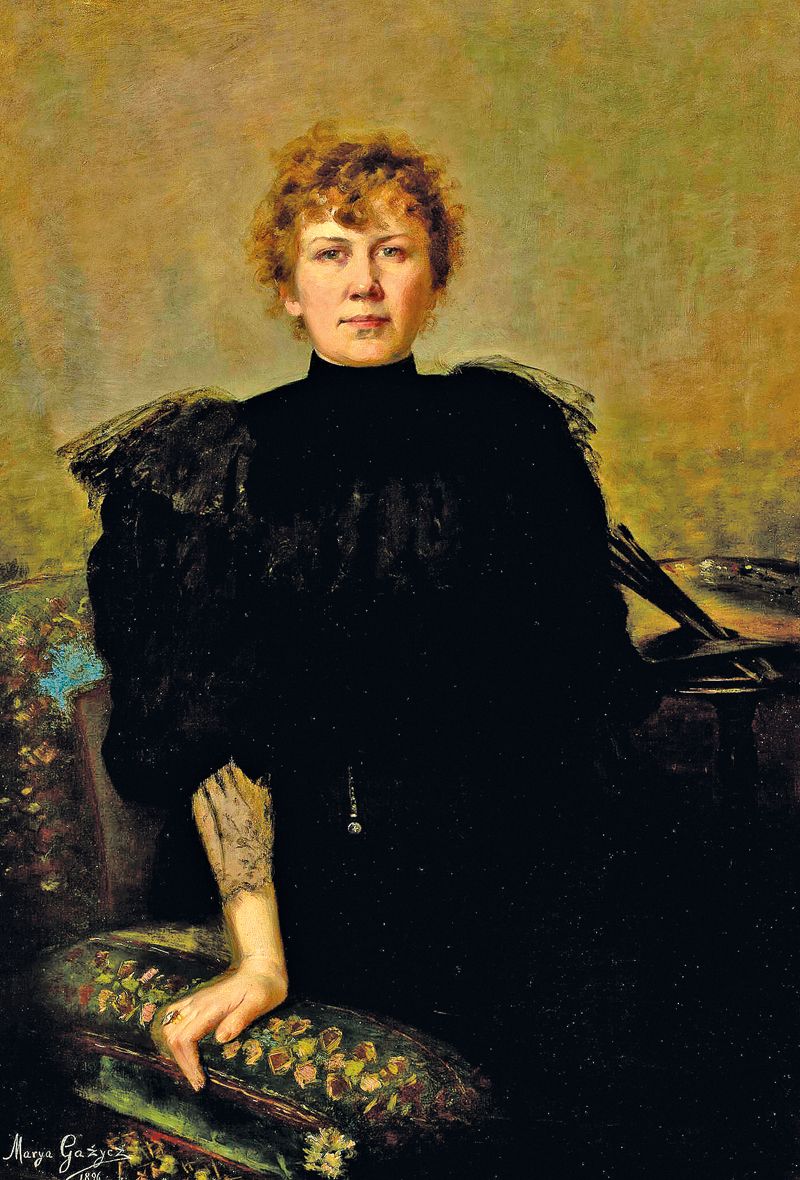
Autorretrato, 1896

Maria Gażycz, nacida Maria Nowina-Chrzanowska (Vishera, Kursk, Imperio ruso, 20 de marzo de 1860-Hrodno, República Socialista Soviética de Bielorrusia, 13 de septiembre de 1935) fue una pintora, restauradora y religiosa polaca conocida también como Paula de Nazaret.

## Trayectoria
Alumna de Wojciech Gerson, estudió luego en la Academia Julian con William Bouguereau, Tony Robert-Fleury y Jules Lefebvre.
Su madre tenía antepasados suecos (familia Nobel), y se educó en la fe cristiana ortodoxa. Tras fallecer su esposo, entró en la Congregación de las Hermanas de la Sagrada Familia de Nazaret de Roma en 1906.
Hasta 1919, trabajó en el convento de las Hermanas de la Anunciación de Grodno y, más tarde, en el de Lublin. De 1923 a 1928, fue maestra de novicias en Albano y superiora del convento hasta 1932. Cuando su salud empezó a flaquear, se retiró a Grodno, donde falleció.